# 카푸치노
카푸치노(이탈리아어: cappuccino, 문화어: 까뿌치노)는 에스프레소 기반의 커피 음료로, 전통적으로 스팀 우유와 함께 제조된다. 우유 대신 크림을 사용하거나 위에 계피 가루를 뿌려 먹기도 한다. 카페 라테에 비해 우유의 양이 적고 거품의 양이 많다. 색깔이 카푸친 작은형제회의 갈색 두건과 비슷해서 카푸치노라는 이름이 붙었다. 전설에 따르면, 빈 전투에서 튀르크인들이 도망가면서 남긴 커피를 기독교인들이 꿀과 우유로 달게 한 것이 이 음료의 기원이다.

## 정의
월드 바리스타 챔피언십에 따르면, 카푸치노는 에스프레소 원샷과 텍스처 우유와 거품으로 구성되어 있다. 부피는 150mL에서 180mL 사이이다.

## 역사
카푸치노는 18세기 비엔나의 커피하우스에서 처음 등장했다. 카푸치너(독일어: Kapuziner)라고 불렸고, 커피와 생크림, 설탕으로 이루어진 대중적인 음료였다. 이탈리아식 카푸치노는 에스프레소 기계가 발명된 후 20세기 초반에 등장했다. 한편 19세기 문헌에 따르면, 카푸치노라는 이름의 음료가 이탈리아에 이미 존재했다.

## 인기
이탈리아에서는 주로 아침에 카푸치노를 마신다.
이탈리아 이외의 지역에서 카푸치노는 영국에서 처음으로 인기를 끌었다. 영국인들은 자주 커피와 우유를 함께 마시기 때문이다. 1927년에 뉴욕에서 설립된 카페 레지오는 자사가 미국에 카푸치노를 도입했다고 주장했다. 반면 음료는 1980년대가 되서야 미국에서 인기를 얻기 시작했다. 한국에서는 2000년에 에스프레소와 그 변형(카푸치노·카페라테·카페모카)이 유행했다.

## 준비
1/3 에스프레소, 1/3 스팀 우유, 1/3 우유 거품을 넣는다.

### 카푸치노 프레도
카푸치노 프레도는 1991년에 그리스에서 탄생했다. 진한 에스프레소를 얼음 위에 붓고 차가운 탈지 우유 거품을 얹는다.

## 유사 음료
- 카페 라테
- 플랫 화이트: 카푸치노보다 거품의 양이 적다.[16]